# Renzo Monti (calciatore 1919)
Renzo Monti (Casale Monferrato, 3 novembre 1919 – ...) è stato un calciatore italiano, di ruolo centrocampista.

## Caratteristiche tecniche
Giocava come mediano.

## Carriera
Nella stagione 1945-1946 ha segnato una rete in 11 presenze con il Vigevano nel campionato di Serie B e C Alta Italia, nel cui Girone Finale ha poi realizzato altre 2 reti in 10 presenze. Successivamente, nella stagione 1946-1947 ha messo a segno una rete in 14 presenze nel campionato di Serie B sempre con la maglia della squadra lombarda. Ha militato nel Vigevano anche nella stagione 1947-1948 (terminata con 3 reti in 26 presenze nel campionato di Serie B) e nella stagione 1948-1949, giocata nel campionato di Serie C e conclusa con la retrocessione in Promozione, il massimo livello dilettantistico dell'epoca.
In carriera ha giocato complessivamente 62 partite in Serie B, categoria nella quale ha anche segnato in totale 7 reti.